# Піонерський (Камчатський край)
Піонерський (рос. Пионерский) — селище у Єлізовському районі Камчатського краю Російської Федерації.
Населення становить 2782 (2010) особи. Входить до складу муніципального утворення Піонерське сільське поселення.

## Історія
Від 1949 року належить до Єлізовського району. До 1 червня 2007 року у складі Камчатської області, відтак у складі Камчатського краю. Згідно із законом від 29 грудня 2004 року органом місцевого самоврядування є Піонерське сільське поселення.

## Населення
| 2002 | 2010  |
| ---- | ----- |
| 2685 | ↗2782 |